# بيرت هنت
بيرت هنت (18 نوفمبر 1911 - 29 نوفمبر 1985) (بالإنجليزية: Bert Hunt)‏ هو لاعب كريكت بريطاني (وحمل سابقاً جنسية المملكة المتحدة لبريطانيا العظمى وأيرلندا).